# Decisive Battles of the American Civil War: Volume I
Decisive Battles of the American Civil War: Volume I est un jeu vidéo de type wargame développé et publié par Strategic Studies Group en 1988 sur Apple II et Commodore 64 avant d'être porté sur IBM PC. Le jeu se déroule pendant la guerre de Sécession et propose six scénarios qui retracent respectivement la première et la seconde bataille de Bull Run, la bataille de Shiloh, la bataille d’Antietam, la bataille de Fredericksburg et de bataille de Chancellorsville. Comme les précédents titres du studio, il intègre également un éditeur de scénario. Chaque scénario se déroule au tour par tour sur une carte du champ de bataille constituée de cases hexagonales. Le joueur incarne un général et commande un corps d’armée constitué de divisions qui regroupent de l'infanterie, de la cavalerie et de l'artillerie regroupées en brigades. Les unités affichées à l’écran correspondent à des brigades mais le joueur ne leur donne pas directement des ordres. A la place, il donne des ordres à ses commandants qui gèrent ensuite leurs troupes de manière autonome et peuvent agir de leur propre initiative.
Le jeu bénéficie de deux suites, Decisive Battles of the American Civil War: Volume II (1988) et Volume III (1989), qui couvrent respectivement des batailles de la seconde moitié (entre 1862 et 1863) et de la fin (1864) de la guerre de Sécession.

## Système de jeu
Decisive Battles of the American Civil War: Volume I est un wargame qui simule, au niveau opérationnel, des batailles de la première moitié de la guerre de Sécession. Le jeu propose six scénarios qui retracent respectivement la première et la seconde bataille de Bull Run, la bataille de Shiloh, la bataille d’Antietam, la bataille de Fredericksburg et de bataille de Chancellorsville,. Comme les précédents jeux du studio, il intègre de plus deux utilitaires, Warplan et Warpaint, qui permet au joueur de créer de nouvelles batailles. Le premier permet de créer les cartes, les unités, les objectifs et les autres éléments nécessaires à la conception ou à l’adaptation d’un scénario. Le second est un outil de dessin qui permet notamment de modifier les symboles associés aux terrains ou aux unités et les icones du jeu. Pour permettre au joueur de se familiariser avec ces utilitaires, le manuel contient des instructions permettant de créer une variante non-historique de la bataille de Shiloh.
Dans chaque scénario, le joueur peut choisir de commander l'Union ou les États confédérés et affronter l'ordinateur ou un autre joueur. Il peut également donner un handicap à l'un ou l'autre des deux camps et décidé d'activer ou non trois options qui permettent respectivement de désactiver le brouillard de guerre, de donner un bonus au camp contrôlé par l'ordinateur et de faciliter les communications entre le joueur et ses unités. Le joueur incarne un général et commande un corps d’armée composé d'infanterie, de cavalerie et d'artillerie et divisé en divisions regroupant plusieurs brigades,. Les unités affichées à l’écran correspondent à des brigades mais le joueur ne leur donne pas directement des ordres. A la place, il donne des ordres à ses subordonnés directs, qui se chargent ensuite de les transmettre leurs troupes. Le joueur délègue ainsi l'aspect tactique des combats à ses commandants qui disposent de leur propre personnalité et d'une certaine autonomie, qui leur permet d’agir de leur propre initiative pour de réagir à la situation. Pour communiquer ses ordres, le joueur doit maintenir les lignes de communication entre son quartier général et ses commandants, qui peuvent être perturbées par la distance, l'heure de la journée, les conditions météorologiques et la qualité de ses messagers. Lorsqu'il perd le contact avec une de ses unités, celle-ci agit alors en autonomie. Chaque scénario se déroule sur une carte du champ de bataille, divisée en cases hexagonales représentant différents types de terrain pouvant affecter les combats. La carte est couverte par un brouillard de guerre qui cache au joueur les troupes n’étant pas directement dans son champ de vision,.

## Accueil
| Decisive Battles: Volume I |      |       |
| Média                      | Nat. | Notes |
| Dragon Magazine            | US   | 4/5   |
| Joystick                   | US   | 90 %  |

À sa sortie,  Decisive Battles of the American Civil War: Volume I est encensé par la presse spécialisée. Dans le magazine Computer Gaming World, les journalistes Regan Carey et Mike Salata soulignent d’abord la similitude du jeu avec les précédents titres de Strategic Studies Group dans sa manière de retranscrire avec précisions « les frustrations et les incertitudes » liées à la chaine de commandement d’une armée à une époque où les moyens de communications été limités. Ils expliquent ensuite que le manque de contrôle direct sur les unités peut constituer une « restriction intolérable » pour beaucoup de joueurs mais jugent que ce sont ces restrictions qui font le réalisme historique de la simulation. Ils mettent également en avant les qualités de son  interface graphique, dont le grand nombre de menus peut initialement faire peur mais qui se révèle efficace avec un peu de pratique, et de son intelligence artificielle qui constitue un adversaire intéressant pouvant réserver des surprises même à un joueur expérimenté. Ils soulignent enfin les améliorations apportés à son éditeur de scénario qu’ils jugent plus abouti et plus simple à prendre en main que dans les précédents titres du studio et qui permet selon eux de recréer quasiment n’importe quelle bataille de l’époque. Ils concluent que le jeu représente une avancée par rapport à ses prédécesseurs et qu’il constitue une simulation tragiquement réaliste qui donne au joueur un nouveau point de vue sur les batailles de la guerre de Sécession et sur les problèmes rencontrés par les commandants de l’époque. Dans le magazine Compute!, le journaliste Keith Ferrell explique tout d’abord que si les éléments de base du jeu sont relativement classiques, il se distingue notamment de ses concurrents par son interface sous forme de menus qu’il juge « clair » et « facile à utiliser ». Il note ensuite que le jeu prend en compte tous les paramètres d’une bataille de la guerre de Sécession et se révèle donc « complexe » avant de préciser que le jeu inclut heureusement de nombreuses options permettant d’ajuster sa difficulté et de le rendre plus accessible. Il ajoute que le jeu se distingue également de ses concurrents par sa manière de simuler la chaine de commandement d’une armée et par son excellent éditeur de scénario avant de souligner la qualité de sa réalisation, de sa documentation et des scénarios proposés pour conclure qu’il constitue « une grande réussite » qui surpasse même les précédents wargames de Strategic Studies Group.

## Postérité
Decisive Battles of the American Civil War: Volume I est le premier volet d'une série de trois wargames sur le thème de la guerre de Sécession, développés par Strategic Studies Group à partir du même moteur de jeu. Il est ainsi suivi de Decisive Battles of the American Civil War: Volume II (1988) et Decisive Battles of the American Civil War: Volume III (1989). Le premier propose cinq scénarios qui couvrent la seconde partie de la guerre, entre 1862 et 1863, et qui simulent respectivement la bataille de Gaines's Mill, la bataille de la Stones River, la bataille de Gettysburg, la bataille de Chickamauga et la bataille de Chattanooga . Le second propose six scénarios qui se déroulent en 1864 et retracent respectivement la bataille de Wilderness, la bataille de Spotsylvania, la bataille de Cold Harbor, la bataille d'Atlanta, la bataille de Franklin et la bataille de Nashville.